# The Goode Family
The Goode Family est une série télévisée d'animation américaine en 13 épisodes de 22 minutes, créée par Mike Judge, John Altschuler et David Krinsky et diffusée entre le 27 mai 2009 et le 7 août 2009 sur le réseau ABC.
Cette série est inédite dans les pays francophones.

## Synopsis
Cette série met en scène les Goode, une famille de la classe moyenne qui tente de concilier la vie moderne et sa volonté, quelque peu obsessionnelle, d'être écologiquement responsable et politiquement correcte, ce qui engendre souvent des situations cocasses...

## Personnages
- Gerald Goode : le père. Il est administrateur d'un lycée, issu d'une « longue lignée d'universitaires libéraux », se déplace à vélo et porte très fréquemment une tenue de cycliste. Il est très méticuleux et facilement écœuré, aussi bien par les animaux que par les gens.
- Helen Goode : la mère. C'est une militante écologiste qui a des « problèmes avec son père ». Elle n'apprécie pas les gens qui portent des petits drapeaux américains épinglés à leur boutonnière, est très préoccupée par son statut au sein de la communauté « éco responsable » de la ville et essaie souvent d'impressionner la riche épouse du patron de son époux.
- Ubuntu Goode : le fils adoptif de la famille. Ses parents l'ont appelé Ubuntu en référence au concept du même nom. Gerald et Nancy l'ont adopté au nom de la tolérance raciale, mais en raison d'une erreur commise lors des formalités d'adoption, la famille s'est vu confier un enfant sud-africain blanc, alors qu'ils voulaient un noir. Fasciné par les machines, c'est un adolescent en rébellion s'opposant souvent au mode de vie de ses parents. Bien qu'âgé de 16 ans, il porte encore des pyjamas de petit garçon décorés de camions. En dépit de son tempérament maladroit et quelque peu immature, c'est un sportif accompli et un excellent bricoleur.
- Bliss Goode : la fille biologique de la famille. Douée d'un grand sens de la raison, elle est souvent en désaccord avec ses parents et n'hésite pas à se moquer que leurs idées politiques, étant généralement bien  mieux informée qu'eux, même si elle les aide souvent à atteindre leurs objectifs.
- Che : le chien de la famille. Appelé ainsi en mémoire du révolutionnaire Che Guevara, il est végétarien par obligation. Raffolant de viande, il n'hésite pas à manger les animaux domestiques du voisinage, ayant pour conséquence le placardage régulier d'affichettes signalant leur disparition.
- Charlie : le père d'Hélène. Conducteur de SUV, il se moque fréquemment du mode de vie de Gerald et d'Helen. Il aime bien Ubuntu, sans doute parce qu'il joue au football, et Bliss, de qui il semble partager les opinions politiques.

## Épisodes
1. Titre français inconnu (Pilot)
2. Titre français inconnu (Pleatherheads)
3. Titre français inconnu (Goodes Gone Wild)
4. Titre français inconnu (Helen's Back)
5. Titre français inconnu (A Tale of Two Lesbians)
6. Titre français inconnu (Freeganomics)
7. Titre français inconnu (Graffiti In Greenville)
8. Titre français inconnu (A Goode Game of Chicken)
9. Titre français inconnu (After-School Special)
10. Titre français inconnu (Public Disturbance)
11. Titre français inconnu (Trouble in Store)
12. Titre français inconnu (Gerald's Way or the Highway)
13. Titre français inconnu (A Goode Man is Hard to Find)